# Chalazion
Chalazion — рід грибів. Назва вперше опублікована 1975 року.

## Класифікація
До роду Chalazion відносять 3 види:
- Chalazion erinaceum
- Chalazion helveticum
- Chalazion sociabile